# Ezüst pisztolygolyók
Az Ezüst pisztolygolyók Stephen King 1983-ban megjelent regénye.
A mű eredeti címe: "Cycle of the Werewolf" ami "Az emberfarkas hónapjai"-ként szerepel a magyar fordításban. Ez egy utalás a naptártervre, amelyből megszületett a könyv. A regényből 1985-ben készült film, Ezüst pisztolygolyók címen. Magyarul először az Ararát Kisszövetkezetnél jelent meg a mű, Petró Ágnes fordításában, Bernie Wrightson illusztrációival.

## Cselekmény
|  | Alább a cselekmény részletei következnek! |

A tartalma szerint egy maine megyei kisvárosban, Tarker's Millsben játszódik, és a cselekménye áthidalja az egész 1984-es évet. Az év januárjában különös gyilkosságok kezdődnek, melyek minden hónap teliholdjának éjszakáján megismétlődnek. Senki sem tudja, hogy ki, vagy mi felelős a bűntényekért. Ahogy sorra esnek áldozatul a városka lakói, köztük egy 11 éves iskolás fiú is. A júliusi telihold fényénél egy Marty Coslaw nevű tolókocsis kisfiú végre megpillantja a bűnöst: egy hatalmas, két lábon járó farkast. A kisfiú meg is sebesíti a bestiát egy petárdával a bal szemén. Eztán derül csak ki a szörnyű igazság a városka baptista hitgyülekezetének vezetőjéről, Lester Lowe tiszteletesről és a városban lezajló szörnyű eseményekről, amikről csak a rokkant fiú tudja az igazságot. Azonban senki nem hajlandó hinni neki…
|  | Itt a vége a cselekmény részletezésének! |

## Magyarul
- Ezüst pisztolygolyók; ford. Petró Ágnes; Ararát, Bp., 1989

## Filmváltozat
1985-ben rendezte Daniel Attias. Főszereplői: Gary Busey, Corey Haim, Everett McGill.